# Me and My Guitar
„Me and My Guitar” (engleză pentru Eu și chitara mea) este un cântec compus de Tom Dice, Ashley Hickin și Jeroen Swinnen și interpretat de Dice. O selecție internă a Belgiei a determinat ca țara să fie reprezentată de acest cântec. Pe 25 noiembrie 2009 s-a dezvăluit că Tom Dice va reprezenta Belgia la Eurovision. Cântecul a fost prezentat pe 7 martie 2010.